# Harry Carey
Harry Carey (właśc. Henry DeWitt Carey II; ur. 16 stycznia 1878 w Nowym Jorku, zm. 21 września 1947 w Brentwood) – amerykański aktor filmowy i teatralny.

## Filmografia
- 1909: The Informer jako kapral Unii
- 1912: The One She Loved jako przyjaciel sąsiada
- 1913: The Battle at Elderbush Gulch
- 1914: Judyta z Betulii jako asyryjski zdrajca
- 1936: Złoto Suttera jako Kit Carson
- 1936: Valiant Is the Word for Carrie jako Phil Yonne
- 1937: Kid Galahad jako Silver Jackson
- 1939: Pan Smith jedzie do Waszyngtonu jako prezydent
- 1941: Pasterz ze wzgórz jako  Daniel Howitt
- 1942: Zdobywcy jako Al Dextry
- 1943: Mściwy jastrząb jako sierżant Robbie White
- 1946: Pojedynek w słońcu jako Lem Smoot
- 1947: Anioł i złoczyńca jako szeryf Wistful McClintock
- 1948: Rzeka Czerwona jako pan Melville
- 1949: So Dear to My Heart jako sędzia

## Nagrody i nominacje
Za drugoplanową rolę prezydenta w filmie Pan Smith jedzie do Waszyngtonu (1939) Carey został nominowany do Oscara.